# GECKO Institut für Medizin, Informatik und Ökonomie
Das GECKO Institut für Medizin, Informatik und Ökonomie ist ein 2007 gegründetes Forschungsinstitut der Hochschule Heilbronn und Leitinstitut des hochschulweiten Forschungsschwerpunkts "Digitale Lebenswelten und Gesundheit" mit den Standorten am Campus Sontheim und im Zukunftspark Wohlgelegen in Heilbronn. Direktor ist Wendelin Schramm.

## Arbeitsschwerpunkte
Arbeitsschwerpunkte des Instituts sind die Themen deren Anfangsbuchstaben auch das Akronym des Institutsnamens bilden.
- Gesundheit,
- Computing (Informatik),
- Kosten und
- Outcomes (Ergebnisse),

Ziel ist die Interdisziplinäre Forschung an den Schnittstellen zwischen Medizin und Informatik. Das Institut dient auch der engen Verzahnung von Forschung und Lehre an der Hochschule Heilbronn und der Förderung des wissenschaftlichen Nachwuchses.

### Forschungsschwerpunkte
Das Institut verfügt über fünf Themenschwerpunkte
- eLearning in Medicine – in Kooperation mit dem Deutschen Forschungszentrum für Künstliche Intelligenz DFKI.
- Gesundheitsökonomie und Versorgungsforschung
- Geschäftsprozesse
- Consumer Health Informatics in enger Kooperation mit der Fachgesellschaft für Medizinische Informatik GMDS.

Das GECKO Institut unterstützt und koordiniert dabei maßgeblich die Arbeit der PROSIT Disease Modelling Community, einer internationalen Open-Source-Plattform für die Entwicklung und Bereitstellung von gesundheitsökonomischen Erkrankungsmodellen zur Zuckerkrankheit (Diabetes mellitus). Die im Zuge des Projekts erzeugten Modelle stehen unter der GNU-Lizenz für freie Dokumentation. Bis jetzt entstanden im Zuge dieser Initiative Erkrankungsmodelle für sechs Diabetes-Folgeerkrankungen (Nephropathie, Retinopathie, Schlaganfall, Diabetisches Fußsyndrom, Hypoglykämie und Neuropathie).
Seit 2012 besteht eine Kooperation mit den ebenfalls in Heilbronn angesiedelten SLK-Kliniken GmbH mit dem Titel "Gemeinsam gegen Krebs", um die gesammelten Datenbestände im Tumorzentrum des Klinikums besser für die Forschung nutzbar zu machen.

## GECKO Akademie
Die GECKO Akademie veranstaltet in regelmäßigen Abständen Workshops im Bereich der Modellierung von Erkrankungen mit Hilfe von Markov-Modellen, deren Teilnahme von der Landesärztekammer Baden-Württemberg als Fortbildungsmaßnahme zertifiziert worden sind.

## Personal
Das Personal des GECKO besteht aus 3 Professor(inn)en und einem Dutzend wissenschaftlicher Mitarbeiter und Mitarbeiterinnen. Das Personal rekrutiert sich hauptsächlich aus den Studiengängen in Medizinische Informatik der Hochschule Heilbronn und der Universität Heidelberg. Das Institut ist jedoch fachübergreifend geöffnet.